# Coloptychon rhombifer
Genre
Espèce
Synonymes
- Gerrhonotus rhombifer Peters, 1876

Statut de conservation UICN

 DD  : Données insuffisantes
Coloptychon rhombifer, unique représentant du genre Coloptychon, est une espèce de sauriens de la famille des Anguidae.

## Répartition
Cette espèce se rencontre dans l'ouest du Panama et dans l'est du Costa Rica.

## Description
Ce reptile diurne et terrestre peut atteindre 50 centimètres de long.

## Publications originales
- Peters, 1876 : Über neue Arten der Sauriergattung Gerrhonotus. Monatsberichte der königlichen Akademie der Wissenschaften zu Berlin, vol. 1876, p. 297-300 (texte intégral).
- Tihen, 1949 : The genera of gerrhonotine Iizards. American Midland Naturalist, vol. 41, p. 579-601.